# Ocymyrmex barbiger
Ocymyrmex barbiger är en myrart som beskrevs av Carlo Emery 1886. Ocymyrmex barbiger ingår i släktet Ocymyrmex, och familjen myror. Inga underarter finns listade.